# ジョン・リッター
ジョン・リッター（John Ritter, 1948年9月17日 - 2003年9月11日）は、アメリカ合衆国カリフォルニア州バーバンク出身の俳優、声優。

## 来歴
父は西部劇俳優でカントリー歌手のテックス・リッター、母親は女優のドロシー・フェイ。
1971年、『ハダシの重役』で映画デビュー。
1977年から1984年までテレビコメディシリーズ『スリーズ・カンパニー』に主演し、エミー賞、ゴールデングローブ賞を受賞する。1980年には『ニューヨークの恋人』で映画初主演を果たした。
1987年から1989年までテレビシリーズ『Hooperman』に主演し、エミー賞、ゴールデングローブ賞を受賞する。
2003年9月11日、主演するテレビコメディシリーズ『パパにはヒ・ミ・ツ』の収録中に大動脈解離により突然倒れ、運ばれた病院で死去した。リッターの死を受け、『パパにはヒ・ミ・ツ』を放送していたABCは「ドラマは継続し、リッターが演じたポールの死をドラマ内に組み込む」と発表。同年11月4日、アメリカでは1時間の追悼エピソード（「さよならパパ（Goodbye）」）が放送された。
同年9月21日に行われたエミー賞授賞式では、リッターを追悼する特別コーナーが設けられた。

## 私生活
1977年に女優のナンシー・モーガンと結婚し3人の子供をもうけるが、1996年に離婚 。1999年に女優のエイミー・ヤスベックと再婚した。
俳優のジェイソン・リッターとタイラー・リッターは、モーガンとの間に生まれた息子である。

## 出演作

### 映画
| 公開年 | 邦題 原題                                                      | 役名                   | 備考       |
| ------ | -------------------------------------------------------------- | ---------------------- | ---------- |
| 1971   | ハダシの重役 The Barefoot Executive                            | ロジャー               |            |
| 1972   | 悪を呼ぶ少年 The Other                                         | ライダー               |            |
| 1976   | ニッケルオデオン Nickelodeon                                   | フランクリン・フランク |            |
| 1978   | ポールとマニー・もうひとつの青春 Leave Yesterday Behind        | ポール                 | テレビ映画 |
| 1980   | ニューヨークの恋人 Hero at Large                               | スティーヴ・ニコルズ   |            |
| 1980   | カムバック・キッド The Comeback Kid                            | ブッバ・ニューマン     | テレビ映画 |
| 1980   | ダドリー・ムーアのモーゼの気分で Wholly Moses!                 | サタン                 |            |
| 1981   | ニューヨークの恋人たち They All Laughed                        | チャールズ・ラトリッジ |            |
| 1982   | フライト・オブ・ドラゴン The Flight of Dragons                 | ピーター・ディケンソン | 声の出演   |
| 1987   | 恋のラストチェイス The Last Fling                              | フィリップ・リード     | テレビ映画 |
| 1987   | キツイ刑事(デカ) Real Men                                      | ボブ・ウィルソン       |            |
| 1989   | スキン・ディープ Skin Deep                                     | ザック                 |            |
| 1990   | プロブレム・チャイルド/うわさの問題児 Problem Child            | ベン・ヒーリー         |            |
| 1991   | プロブレム・チャイルド2 Problem Child 2                        | ベン・ヒーリー         |            |
| 1992   | カーテンコール/ただいま舞台は戦闘状態 Noises Off...            | ジェリー／ロジャー     |            |
| 1992   | カウチポテト・アドベンチャー Stay Tuned                        | ロイ                   |            |
| 1993   | ダニエル・スティール/愛の決断 Danielle Steel's Heartbeat       | ビル                   | テレビ映画 |
| 1994   | ノース 小さな旅人 North                                        | ネルソン               |            |
| 1995   | 監禁/戦慄のユートピア The Colony                               | リック                 | テレビ映画 |
| 1996   | スリング・ブレイド Sling Blade                                 | ヴォーン               |            |
| 1997   | ノーウェア Nowhere                                             | Moses Helper           |            |
| 1998   | ダブル・ガントレット Montana                                   | ウェクスラー           |            |
| 1998   | クレイジー・ナッツ 早く起きてよ I Woke Up Early the Day I Died | ロバート               |            |
| 1998   | チャイルド・プレイ/チャッキーの花嫁 Bride of Chucky            | キンケイド             |            |
| 1998   | デッド・ハズバンド/亭主殺人互助組合 Dead Husbands              | カーター・エルストン   |            |
| 1999   | 致死誓約 Lethal Vows                                           | デヴィッド・ファリス   | テレビ映画 |
| 2000   | パニック/脳壊 Panic                                            | ジョシュ・パークス     |            |
| 2000   | マキシマム・ターゲット/身代金 Tripfall                         | トム・ウィリアムズ     |            |
| 2000   | キラー・モンキーズ Terror Tract                                | ボブ・カーター         |            |
| 2003   | バッドサンタ Bad Santa                                         | ボブ・チペスカ         |            |
| 2004   | クリフォード・ザ・ムービー Clifford's Really Big Movie'        | クリフォード           | 声の出演   |

### テレビシリーズ
| 放映年    | 邦題 原題                                                           | 役名                                     | 備考                                                              |
| --------- | ------------------------------------------------------------------- | ---------------------------------------- | ----------------------------------------------------------------- |
| 1970      | 警部ダン・オーガスト Dan August                                     |                                          |                                                                   |
| 1972-1976 | わが家は11人 The Waltons                                            | マシュー・フォードウィック               | 18エピソード                                                      |
| 1975      | マニックス特捜網 Mannix                                             | クリフ                                   | 1エピソード                                                       |
| 1976-1984 | Three's Company                                                     | ジャック・トリッパー／デイヴィッド・ベル | 172エピソード                                                     |
| 1984-1985 | Three's a Crowd                                                     | ジャック・トリッパー                     | 22エピソード                                                      |
| 1987-1989 | Hooperman                                                           | ハリー・フーパーマン刑事                 | 42エピソード                                                      |
| 1988      | ミッキーマウス60周年記念 Mickey's 60th Birthday                     | ダドリー・グッド                         |                                                                   |
| 1990      | IT/イット It                                                        | ベン・ハンスコム                         | ミニシリーズ                                                      |
| 1992-1995 | Hearts Afire                                                        | ジョン・ハートマン                       | 54エピソード                                                      |
| 1996      | ウイングス Wings                                                    | スチュアート・ダヴェンポート             | 1エピソード                                                       |
| 1997      | バフィー 〜恋する十字架〜 Buffy the Vampire Slayer                  | テッド・ブキャナン                       | 第2シーズン第23話『テッド』                                       |
| 1997-2004 | キング・オブ・ザ・ヒル King of the Hill                             | ユージーン                               | 4エピソードに声の出演                                             |
| 1998      | アリー my Love Ally McBeal                                          | ジョージ・マディソン                     | 第2シーズン第4話『女と男の処世術』 第2シーズン第5話『友達の恋人』 |
| 2000      | シカゴ・ホープ Chicago Hope                                         | ジョー                                   | 1エピソード                                                       |
| 2000-2002 | フェリシティの青春 Felicity                                         | アンドリュー・コヴィントン               | 7エピソード                                                       |
| 2000-2003 | おおきいあかい クリフォード Clifford the Big Red Dog                | クリフォード                             | 声の出演                                                          |
| 2002      | LAW & ORDER:性犯罪特捜班 Law & Order: Special Victims Unit          | リチャード・マニング博士                 | 1エピソード                                                       |
| 2002      | Scrubs〜恋のお騒がせ病棟 Scrubs                                     | サム・ドリアン                           | 2エピソード                                                       |
| 2002-2003 | パパにはヒ・ミ・ツ 8 Simple Rules... for Dating My Teenage Daughter | ポール・ヘネシー                         | 第1シーズン-第2シーズン第3話までレギュラー出演                    |

## 参照
1. ↑  “J・リッター、撮影中に急死”. シネマトゥデイ. (2003年9月16日) 2013年8月23日閲覧。
2. ↑  “急死したジョン・リッター　アメリカでの人気の高さ証明”. テレビグルーヴ. (2003年9月25日) 2013年11月13日閲覧。
3. ↑  "John Ritter". CBS News. Page 5 of 17. Retrieved October 4, 2012.
4. ↑  "John Ritter". CBS News. Page 10 of 17. Retrieved October 4, 2012.
5. ↑  「ARROW」マローン刑事俳優に第1子誕生 - ライブドアニュース